# 4woods
株式会社4woods（フォーウッズ、フォー・ウッズ）は、日本のラブドールメーカー。オリエント工業やアルテトキオとともに、日本のラブドール市場では大手メーカーのひとつとして知られている。

## 概要
営業所・ショールーム・工場を埼玉県新座市畑中に、本店を東京都練馬区錦に置く。日本国外ではフランスとアメリカに支社を置いている。
2002年、日本で2番目となるラブドールメーカーとして創業。「ALL MADE IN JAPAN」を前面に打ち出し、ラブドールの企画・開発・製造・発送・カスタマーサービスに至るまで一貫した体制をとっている。
ダッチワイフ然とした製品以外にも、胴体のみとしたコンパクトなトルソー型の製品も取り扱っており、新型コロナウイルス感染症の世界的流行 (2019年-)に伴う風俗店離れも相まって人気を博している。

## 事業所
- 営業所・ショールーム・工場：埼玉県新座市畑中1-5-31
  - 最寄り駅は東武東上線朝霞台駅、JR武蔵野線北朝霞駅。ショールーム併設。完全予約制。
- 本店所在地：東京都練馬区錦2-14-5
- フランス支社「4woods Europe」：フランス共和国サント＝フォワ＝レ＝リヨン
- アメリカ支社「4woods USA」：アメリカ合衆国カリフォルニア州サンディエゴ